# Raphael Hartkopf
Pour les articles homonymes, voir Hartkopf.
Raphael Hartkopf est un joueur de hockey sur gazon allemand évoluant au poste d'attaquant au Mannheimer HC et avec l'équipe nationale allemande,.

## Biographie
Raphael est né le 24 novembre 1998 en Allemagne.

## Carrière
Il a été appelé en équipe nationale en 2021 pour concourir à la Ligue professionnelle 2020-2021.

## Palmarès
- : 1er à l'Euro U21 en 2019
- : 3e à l'Euro U21 en 2017